# Ewald Höning
Ewald Höning war ein deutscher Fußballspieler.
Der Mittelfeldspieler spielte für Arminia Bielefeld und wurde mit seiner Mannschaft in den Jahren 1922 und 1923 jeweils westdeutscher Meister. Beide Male qualifizierten sich die Bielefelder damit für die Endrunde um die deutsche Meisterschaft, wo die Arminia jeweils im Viertelfinale am FC Wacker München bzw. Union Oberschöneweide scheiterte. Höning absolvierte drei Endrundenspiele, in denen er ohne Torerfolg blieb.